# Șimian (Mehedinți)
Şimian é uma comuna romena localizada no distrito de Mehedinţi, na região de Oltênia. A comuna possui uma área de  km² e sua população era de 9863 habitantes segundo o censo de 2007.